# 迪雲·哈尼
迪雲·邁爾斯·哈尼（英語：Devin Miles Haney，1998年11月17日—）是美国职业拳击手。他是目前轻量级的无爭議冠軍，自2019年起获得WBC冠军，自2022年6月起获得WBA（Super）、IBF、WBO和拳台冠军。截至2022年6月，他被跨國拳擊排名委員會评为世界最佳活跃轻量级选手， 於網站BoxRec中排名第二 ，於ESPN中排名第一。 